# Absentéisme
Ne doit pas être confondu avec Abstention ou Absence.
 (mai 2015).
Si vous disposez d'ouvrages ou d'articles de référence ou si vous connaissez des sites web de qualité traitant du thème abordé ici, merci de compléter l'article en donnant les références utiles à sa vérifiabilité et en les liant à la section « Notes et références ».
L'absentéisme est le fait d'être absent de manière habituelle ou systématique du lieu de travail ou d’études (absentéisme scolaire (en)), ou de tout lieu où la présence est obligatoire. L'absentéisme s'évalue par l'étude de la cause, de la répétition et de la durée des absences sur une période donnée.

## Causes de l'absentéisme
L’absentéisme est déterminé par de nombreux facteurs.

Les causes sont parfois individuelles et parfois liées à l'entreprise.

### Causes individuelles
On distingue[Qui ?]deux types d'absences :
- Les absences prévues (les congés payés, les jours de réduction du temps de travail, la formation…).
- Les absences non prévues qui pénalisent l'organisation du travail (la maladie, les arrêts à la suite d'un accident de travail ou d'une maladie professionnelle, la grève…).

L'absentéisme ne concerne que les absences non prévues des personnels annoncés sur le planning.
D'après la DARES, en 2013, l'absentéisme dépend de l'âge et du sexe .

### Causes liées à l'entreprise
D'une entreprise à l'autre, l'absentéisme peut varier en fonction de la nature du travail (qui induit plus ou moins de pénibilité et donc de maladies professionnelles) et du public concerné (âge des salariés notamment).
L’absentéisme de masse peut être le symptôme de dysfonctionnements dans le fonctionnement de l'organisation : conditions de travail, stress, surcharge de travail, climat social, conflits.

En France, selon un sondage, l'absentéisme est lié à :
- mauvaise organisation ou conditions de travail (9 %) ;
- manque de reconnaissance (7 %) ;
- charge de travail (6 %) ;
- mauvaise ambiance (4 %) ;
- manque de soutien managérial (4 %).

### Cas du Québec
Au Québec, l'absentéisme peut être considéré comme fautif ou comme non fautif.

## Analyse de l'absentéisme
L'absentéisme est un indicateur très souvent utilisé dans les entreprises pour mesurer l'implication et la satisfaction du personnel au travail.
Le taux d'absentéisme est le quotient du nombre d'heures d'absence par rapport au nombre d'heures théoriques de travail (c'est-à-dire le nombre d'heures qui auraient été travaillées sans absence).
La formule de base est toujours la même. Cependant, les modalités de calcul peuvent varier d'une entreprise à une autre. Il faut donc les connaître avant de se livrer à toute comparaison.
Des méthodes d'analyse de l'absentéisme existent. Depuis quelques années, des logiciels d'analyse de l'absentéisme permettent aux managers de diminuer les effets de l'absentéisme.

## Gestion de l'absentéisme
La maîtrise du seuil d’absentéisme est un élément-clé du management, car elle affecte, à partir d'un certain niveau, la santé de l’organisation elle-même. L’entreprise a donc tout intérêt à mettre en place un suivi systématique de l'absentéisme, en faisant une distinction entre les situations de retard et d'absence, et en analysant les causes profondes des absences.

## Données par pays

### France
En 2018, une étude de l'Institut Sapins évalue à près de 107 milliards d'euros par an les pertes de valeurs annuelles provoquées par l'absentéisme, « soit, en ordre de grandeur, 4,7 points de PIB ».
Selon l'observatoire de l'absentéisme Axa, 44 % des salariés en France ont été absents de leur poste au moins une fois au cours de l'année 2022. 22,2 % des arrêts de travail de longue durée survenus en 2022 sont causés par des troubles psychologiques. Les cadres ont avec 2,3 % un taux d'absentéisme moindre que les autres salariés 5,4 %.